# 西マヨ・ケッビ州
西マヨ・ケッビ州（にしマヨ・ケッビしゅう、Mayo-Kebbi Ouest Region）は、チャドの州。西マヨケビ州とも書かれる。人口324,910人（1993年）。チャド南西部に位置し、西をカメルーンと接する。州都はパラ。

## 下位行政区画
西マヨ・ケッビ州はマヨ・ダラー県とラック・レレ県の2県からなる。

## 住民
住民はムンダン人、サラ人、フラニ人が多い。